# Ескамбия (окръг, Флорида)
Окръг Ескамбия (на английски: Escambia County) е окръг в щата Флорида, Съединени американски щати. Площта му е 2269 km², а населението - 294 410 души (2000). Административен център е град Пенсакола.